# بالدارماهی
بالدارماهی (نام علمی: Pterichthyodes) نام یک سرده از شاخه طنابداران است.
بالدارماهی ماهی سنگین‌زره کوچکی با برون‌اندام‌های صدری متمایز بود که کمی هم به چاله‌پولکی شباهت داشت. با این حال، نسبت‌های سر به تنه‌ی این دو ماهی فرق می‌کردند و بالدارماهی بدنی کشیده‌تر و سری نسبتاً کوچک داشت و برون‌اندام‌های صدریش هم کوتاه‌تر بودند. این که چشم‌های بالدارماهی بالای سرش قرار داشتند (و سپر-تنه‌اش در شکم تخت بود) نشان می‌دهد بسترزی بوده‌است. بدن در بخش عقب‌تر از قسمت زره‌دارش باریک می‌شد و فلس‌هایی هم‌پوشان و دایره‌شکل آن را می‌پوشاندند. تک‌باله‌ی ظهری مثلث‌شکل بود و فلس‌هایی بزرگ و پیکان‌مانند در جلو آن را نگه می‌داشتند.
بعضی می‌گویند بالدارماهی احتمالاً از برون‌اندام‌های صدریش برای خزیدن در بستر دریاچه‌های باستانی زیستگاهش در اسکاتلند استفاده می‌کرده‌است.